# کیمبرلی گیلفویل
کیمبرلی گیلفویل (  انگلیسی: Kimberly Guilfoyle ;   ‎/ˈɡɪlfɔɪl/‎؛ زادهٔ ۹ مارس ۱۹۶۹) چهره شبکه‌های خبری کابلی آمریکایی و از میزبانان برنامه ده فایو در فاکس نیوز است. از در برنامه‌های مختلف فاکس نیوز نیز به عنوان مهمان شرکت کرده است.
او پیش از ورود به تلویزیون به عنوان وکیل در سان فرانسیسکو و لس آنجلس کار می‌کرد. او همچنین به خاطر این که سابقاً همسر سیاستمدار کالیفرنیایی گوین نیوسام، و این که در دو سال اول شهرداری نیوسام بانوی اول سان فرانسیسکو مشهور است. او هم اکنون با دونالد ترامپ جونیور دوست است.
گیلفویل با افتخار عالی مگنا کوم لود از دانشگاه کالیفرنیا، دیویس فارغ‌التحصیل شد، و جی دی خود را در سال ۱۹۹۴ از مدرسه حقوق دانشگاه سان فرانسیسکو دریافت کرد. او در حین تحصیل در دفتر دادستان ناحیه سان فرانسیسکو کاراموزی کرد. همچنین برای مغازه‌های دپارتمانی محلی نظیر میسیز، و برای لباس زیر زنانه ویکتوریا سیکرت در یک مجله عروس مدلینگ کرد.
او در کالج ترینیتی در ایرلند تحصیل کرد. در آنجا در زمینه حقوق بین‌المللی کودکان و حقوق جامعه اقتصادی اروپا پژوهش منتشر کرد.